# 渡辺和郎
渡辺 和郎（わたなべ かずお、1955年5月1日 - ）は、日本のアマチュア天文家。北海道釧路市生まれ。北海道釧路工業高等学校卒。日本天文学会・東亜天文学会会員。「北海道彗星・小惑星会議」代表。執筆活動や後進の指導のほか、800個以上の小惑星を発見した小惑星ハンターとして知られる。

## 来歴
中学1年生の時に本屋で偶然見た天文雑誌の望遠鏡の広告をきっかけに天文学に興味を持つようになり、自ら新聞配達等のアルバイトで1年後に購入した望遠鏡で天体観測を始める。27歳の時より北海道内に住む友人らと本格的に新惑星探索に乗り出し、観測を始めてから5年目の1988年に初めて小惑星"(3867) 知床"を発見する。以降観測歴15年あまりの間に発見した小惑星は800個以上におよんでいる。1990年代後半、それまでアマチュアの独擅場だった小惑星発見の分野に、専門家が乗り出して国家予算レベルでの観測をはじめたこともあって現場を退いた。その後は天文学の普及につとめている。
1987年10月25日に上田清二と金田宏が発見した小惑星 4155 Watanabe は渡辺和郎にちなんで命名された。
北海道の天文ファンが設立した「北海道彗星・小惑星会議」では、渡辺が代表を務める。
「北海道彗星・小惑星会議」の主なメンバー
上田清二・松山正則・箭内政之・円舘金・藤井哲也・高橋篤志・古川麟一郎・平井論など

## 発見・命名した小惑星
- （3867）知床（Shiretoko） - 北海道の地名、知床に由来。

発見年月日：1988年4月16日、共同発見者：箭内政之、発見地：北見市
- （3915）福島（Fukushima） - 北海道大学名誉教授・福島久雄に由来。

発見年月日：1988年8月15日、共同発見者：箭内政之、発見地：北見市
- （4042）オホーツク（Okhotsk） - 地名、オホーツクに由来。

発見年月日：1989年1月15日、共同発見者：円舘金、発見地：北見市
- （4126）摩周（Mashu） - 北海道の湖、摩周湖に由来。

発見年月日：1988年1月19日、共同発見者：円舘金、発見地：北見市
- （4263）網走（Abashiri） - 北海道の地名、網走に由来。

発見年月日：1989年9月7日、共同発見者：箭内政之、発見地：北見市
- （4459）幣舞橋（Nusamaibashi） - 北海道の橋、幣舞橋に由来。

発見年月日：1990年1月30日、共同発見者：松山正則、発見地：釧路市
- （4460）美幌（Bihoro） - 北海道の地名、網走郡美幌町に由来。

発見年月日：1990年2月28日、共同発見者：円舘金、発見地：北見市
- （4491）小樽（Otaru） - 北海道の地名、小樽市に由来。

発見年月日：1988年9月7日、共同発見者：円舘金、発見地：北見市
- （4497）田口（Taguchi） - 人名に由来。

発見年月日：1989年1月4日、共同発見者：円舘金、発見地：北見市
- （4508）高槻（Takatsuki） - 人名に由来。

発見年月日：1990年3月27日、共同発見者：円舘金、発見地：北見市
- （4547）マサチューセッツ（Massachusetts）- 地名、マサチューセッツ州に由来。

発見年月日：1990年5月16日、共同発見者：円舘金、発見地：札幌市
- （4557）美香（Mika） - 人名に由来。

発見年月日：1987年12月14日、共同発見者：箭内政之、発見地：北見市
- （4584）阿寒（Akan） - 北海道の湖、阿寒湖に由来。

発見年月日：1990年3月16日、共同発見者：松山正則、発見地：釧路市
- （4585）相内（Ainonai） - 北海道の地名、北見市相内町に由来。

発見年月日：1990年5月16日、共同発見者：円舘金、発見地：北見市
- （4607）セイランド・ファーム（Seilandfarm）

発見年月日：1987年11月25日、共同発見者：円舘金、発見地：北見市
- （4613）衛（Mamoru） - 宇宙飛行士・毛利衛に由来。

発見年月日：1990年7月22日、発見地：札幌市
- （4641）綾子（Ayako） - 共同発見者の円舘金の妻の名前に由来。

発見年月日：1990年8月30日、共同発見者：円舘金、発見地：北見市
- （4644）雄武 - 北海道の地名、紋別郡雄武町に由来。

発見年月日：1990年9月16日、共同発見者：高橋篤志、発見地：北見市
- （4645）天体工場 - 天体工場（札幌市にあった施設）に由来。

発見年月日：1990年9月16日、共同発見者：藤井哲也、発見地：北見市
- （4676） 上田清二（Uedaseiji）- 天文家仲間上田清二に由来。

発見年月日：1990年9月16日、共同発見者：藤井哲也、発見地：北見市
- （4677）宏（Hiroshi） - 人名に由来。

発見年月日：1990年9月26日、共同発見者：高橋篤志、発見地：北見市
- （4712）岩泉（Iwaizumi） - 円舘金の出身地岩手県岩泉町に由来する。

発見年月日：1989年8月25日、共同発見者：円舘金、発見地：北見市
- （4714）豊寛（Toyohiro） - 宇宙飛行士・秋山豊寛に由来。

発見年月日：1989年9月29日、共同発見者：藤井哲也、発見地：北見市
- （4718）荒木（Araki） - 人名に由来。

発見年月日：1990年11月21日、共同発見者：藤井哲也、発見地：北見市
- （6562）たこ焼き
- （6980）坂本九（Kyusakamoto） - 歌手・坂本九に由来。

発見年月日：1993年9月16日、共同発見者：円舘金、発見地：北見市
- （7241）黒田
- （12127）間宮 - 江戸時代の探検家間宮林蔵に由来。
- (14447) 保阪嘉内 - 宮沢賢治の友人である保阪嘉内に由来。

共同発見者：円舘金
- （20019）田中幸雄（Yukiotanaka） - プロ野球選手・田中幸雄に由来。

発見年月日：1991年11月2日、共同発見者：高橋篤志、発見地：北見市
ほか多数。

## 著書・執筆
- 『僕らの夢の星空 〜小惑星「北海道」発見物語』 - ISBN 4-89363-598-0（北海道新聞社、1991年2月28日）
- 『小惑星ハンター』 - ISBN 9784416296103（誠文堂新光社、1996年3月）
- 『著書天体写真マニュアル』 - （地人書館・共著）
- 雑誌『月刊天文ガイド』（小惑星ガイドの執筆を担当）